# Horseshoe Curve

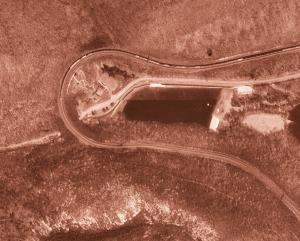
Photo de la Horseshoe curve.

Localisation du comté de Blair où se situe la Horseshoe Curve.

La Horseshoe Curve est une célèbre courbe ferroviaire en forme de fer à cheval située près de la ville américaine d'Altoona, en Pennsylvanie. Cette voie ferrée, construite en 1854 par la compagnie  Pennsylvania Railroad (PRR), est qualifiée de « merveille de l'ingénierie ». Elle fut exploitée successivement par la compagnie PRR, puis par Penn Central, et par Conrail. Depuis 1999, elle est détenue et exploitée par Norfolk Southern.
La Horseshoe Curve est située au niveau du col de Kittanning, au sommet de l'Allegheny Front (Allegheny Mountains), à environ 8 km à l'ouest d'Altoona. Ce virage serré de 220 degrés est composé de deux courbes, une côté nord d'un rayon de 194 mètres et une au sud d'un rayon de 186 mètres.

## Histoire
La Horseshoe Curve a été construite par la compagnie PRR afin de traverser les Allegheny Mountains. Cette voie ferrée, conçue par John Edgar Thomson et Herman Haupt, fut ouverte le 15 février 1854 et fit partie d'une des principales lignes Est-Ouest de la compagnie PRR.
La Horseshoe Curve est exploitée depuis 1854, et ce sans interruption. Comportant deux voies à l'origine, elle fut élargie entre 1898 et 1900 pour atteindre 4 voies. La Horseshoe Curve comporte actuellement 3 voies, et ce depuis que Conrail a retiré une des voies en 1981.
L'importance de cette voie pour le trafic ferroviaire américain est telle que des soldats de l'Union la gardèrent durant la guerre de Sécession et que les nazis essayèrent de la saboter durant la Seconde Guerre mondiale (Opération Pastorius). 
La Curve fut classée monument historique national (National Historic Landmark) en 1966, et elle fait maintenant partie du Registre national des lieux historiques.

## Exploitation actuelle

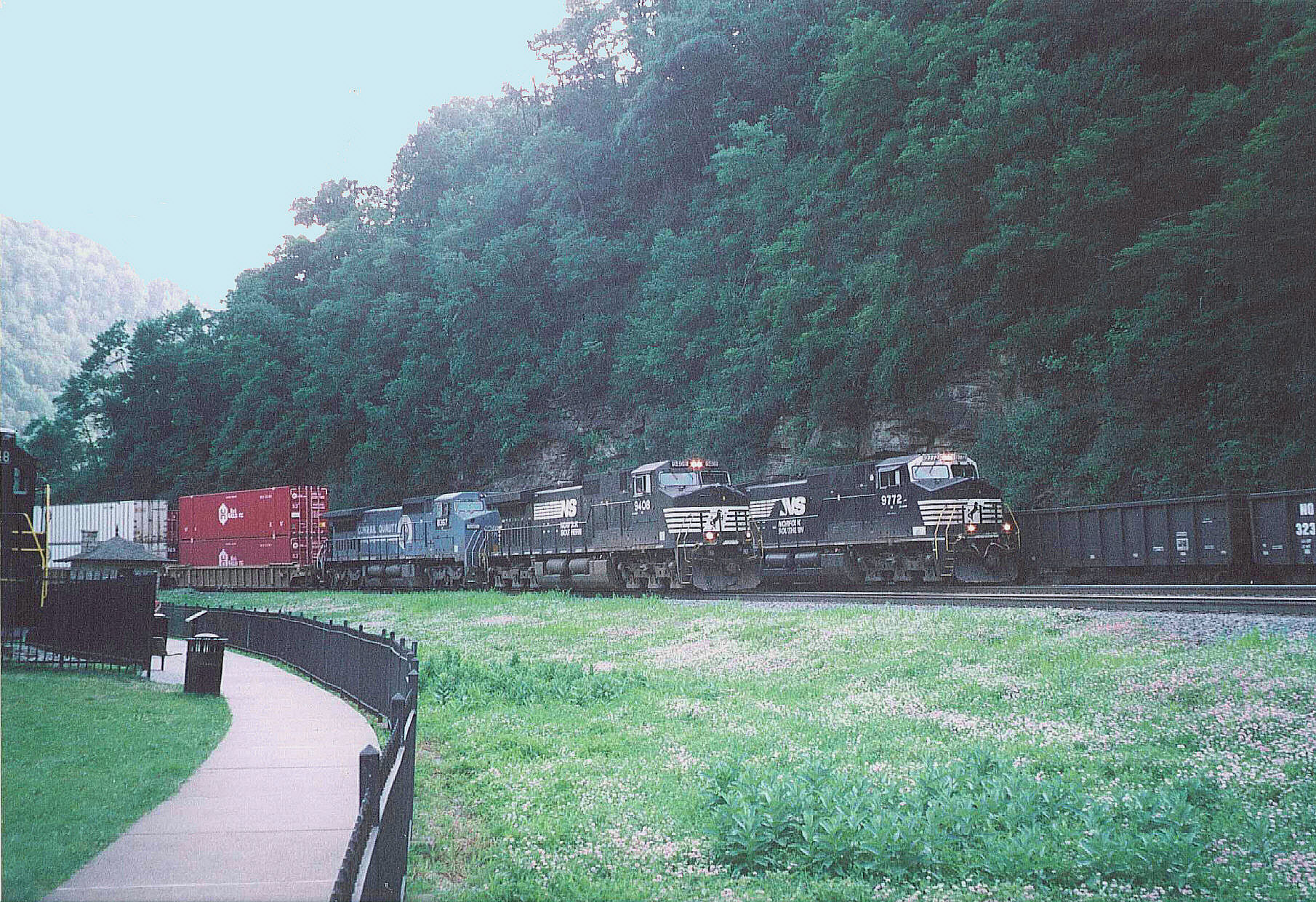
Trois trains passent sur la ligne principale à trois voies du Norfolk Southern Railway à Horseshoe Curve.

Exploitée actuellement par la Norfolk Southern, la Horseshoe Curve est empruntée chaque jour par plus de 50 trains de cette compagnie. Il n'est pas rare de voir trois trains utilisant simultanément les trois voies qui composent la Curve. Les convois de marchandises qui transitent par la Curve sont souvent lourdement chargés et nécessitent l'aide de locomotives helpers. 
Cette voie ferrée est également utilisée par le train de voyageurs Pennsylvanian d'Amtrak qui relie New York à Pittsburgh. Ce train circule une fois par jour dans chaque direction.

## Photos

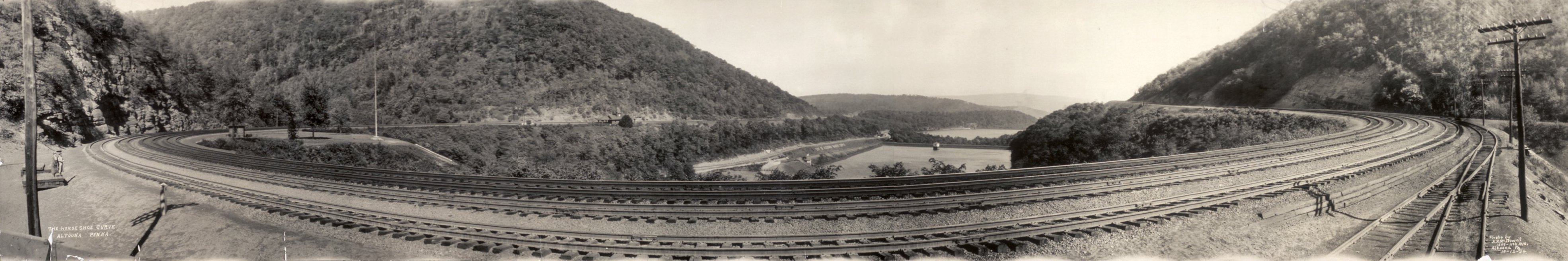
Panorama de la Horseshoe Curve de la compagnie PRR le 12 octobre 1934.